# Gone (canção de Bebe Rexha)
"Gone" é uma canção da artista musical norte-americana Bebe Rexha. Foi lançada em 19 de dezembro de 2014, juntamente com o single "I'm Gonna Show You Crazy".
A canção fala da intérprete lamentando um amor passado. O refrão contém a linha: "'Porque eu sou um rio perdido que nunca encontrara o mar / Quando você não está aqui comigo, quando você se vai / Eu estou doente até meus ossos, não me sinto normal / Sem você não estou completa, quando você se vai". Na Austrália, a canção foi utilizada em comerciais para divulgar a série dramática Love Child do canal Nine Network.

## Antecedentes
Depois de aparecer nos álbuns de Pitbull (Globalization) e David Guetta (Listen), Rexha trabalhou numa sequência para seu single de estreia solo "I Can't Stop Drinking About You", lançado no início de 2014.
Em 19 de dezembro, Rexha lançou dois singles, "I'm Gonna Show You Crazy" e "Gone", sendo a última lançada sem anúncio prévio. "Gone" é descrita como tendo "uma proposta, piano e balada cheia de cordas" e foi produzida e co-escrita por Frequency e Alias, os mesmos produtores de "The Monster", de Eminem, onde Rexha também é co-compositora.

## Desempenho nas tabelas musicais
"Gone" estreou na parada australiana ARIA Singles Chart na semana iniciando em 13 de abril de 2015 no número oitenta e sete.
| Tabela musical (2015) | Melhor posição |
| --------------------- | -------------- |
| Austrália (ARIA)      | 87             |